# سکلر ۷۶۹۰
سیارک ۷۶۹۰ (به انگلیسی: 7690 Sackler، نامگذاری:2291T-1) هفت هزار و ششصد و نودمین سیارک کشف شده‌است که در ۲۵ مارس ۱۹۷۱ کشف شد.
قدر مطلق سیارک برابر ۱۳٫۵۰ است.